# Leśniewice (Tuszkowo)
Leśniewice – część wsi Tuszkowo w Polsce, położona w województwie kujawsko-pomorskim, w powiecie sępoleńskim, w gminie Sośno.
W latach 1975–1998 Leśniewice administracyjnie należały do województwa bydgoskiego.